# Ворошилов, Анатолий Филиппович
Анатолий Филиппович Ворошилов (7 августа 1926 — 9 сентября 2012) — передовик советского сельского хозяйства, звеньевой колхоза «Искра» Тимашёвского района Краснодарского края, Герой Социалистического Труда (1973).

## Биография
Родился в 1926 году в селе Славгородское, Алтайского края, в крестьянской семье.
Трудовую деятельность начал в колхозе "Правда" в станице Новокорсунской Тимашёвского района Краснодарского края. Работал пастухом, скотником, свиноводом, конюхом. 
После завершения обучения на курсах механизаторов стал трудиться в колхозе "Искра". В 1963 году он создал и возглавил механизированное звено по выращиванию сахарной свёклы. Звено ежегодно стало получать высокие урожаи. Одним из первых в районе Ворошилов внедрил в работу поточный и поточно-перевалочный метод уборки сахарной свёклы. Таким образом, он полностью исключил ручной труд. На базе его звена была создана районная школа передового опыта по выращиванию свёклы.   
Указом Президиума Верховного Совета СССР от 7 декабря 1973 года за достижение высоких показателей в производстве продукции сельского хозяйства и высокие урожаи сахарной свёклы Анатолию Филипповичу Ворошилову было присвоено звание Героя Социалистического Труда с вручением ордена Ленина и медали «Серп и Молот». 
Продолжал трудиться в колхозе до выхода на заслуженный отдых. 
Проживал в Тимашёвском районе. Умер 9 сентября 2012 года. Похоронен в станице Новокорсунской. 

## Награды
За трудовые и боевые успехи был удостоен:
- золотая звезда «Серп и Молот» (07.12.1973)
- два ордена Ленина (08.04.1971, 07.12.1973)
- Орден Трудового Красного Знамени (23.12.1976)
- Медаль "За трудовое отличие" (31.12.1965)
- другие медали.

- Заслуженный работник сельского хозяйства Кубани.

## Память
- В городе Тимашёвске на аллее Славы установлен бюст в память о героическом труде Ворошилова А.Ф. Открыт с сентября 2014 года.
- На здании правления ЗАО САФ «Искра» станицы Новокорсунской имя Героя увековечено на мемориальной доске в 2014 году.